# Парфем
.
Парфем (од лат. per fumum - „кроз дим“) је смеса етеричних уља и испарљивих ароматских компонената, фиксатива и растварача, која се употребљава на људском телу или предметима у сврху давања пријатног мириса. Добитник Нобелове награде за хемију 1939. Леополд Ружичка изјавио је 1945. године да су „од најранијих дана научне хемије до данас парфеми значајно допринели развоју органске хемије у погледу метода, систематске класификације и теорије”. Парфем у односу на Тоалетну воду и Колоњску воду има најинтензивнији мирис. Парфем је скупљи, али се и наноси у најмањим количинама. Основни састојци који улазе у састав парфема могу се поделити у групе: цитруси, цвеће, дрвеће и маховина, хемијске компоненте, напици, неорганске природне компоненте, слаткиши, смоле и балзами, травнате и зелене компоненте, воће, поврће, плодови, зачини и животињске компоненте.

## Историја
Реч парфем потиче од латинског perfumare, што значи „пушити се“. Парфимерија, као уметност прављења парфема, започела је у древној Месопотамији, Египту, цивилизацији долине Инда и вероватно у древној Кини. Римљани и муслимани су даље рафинирали поступке израде парфема.
Првом забележеном хемичарком сматра се жена по имену Тапути, произвођач парфема који се помиње на плочици исписаној клинастим писмом из 2. миленијума пре нове ере у Месопотамији. Она је дестиловала цвеће, уље и каламус са другим аромама, затим их је филтрирала и стављала у посуду неколико пута.
На Индијском потконтиненту парфеми и парфимерије постојали су у цивилизацији долине Инда (3300. пне - 1300. пне).
Године 2003, археолози су открили оно за шта се верује да је најстарији сачувани парфем на свету у Пиргосу на Кипру. Ти парфеми датирају од пре више од 4.000 година. Откривени су у древној парфимерији, фабрици од 300 m2 (3.230 sq ft) у којој је смештено најмање 60 посуда за дестилацију и мешање, левака и бочица са парфемом. У давна времена људи су користили биље и зачине, попут бадема, коријандера, мирте, четинарске смоле и бергамота, као и цвеће. У мају 2018. године, древни парфем „Родо“ (ружа) рекреиран је за годишњицу грчког Националног археолошког музеја с називом „Небројени аспекти лепоте“, омогућавајући посетиоцима да се приближе антици путем својих рецептора мириса.
У 9. веку арапски хемичар Ел Кинди (Алкиндус) написао је Књигу о хемији парфема и дестилација, која је садржала више од стотину рецепата за мирисна уља, мелеме, ароматичне воде и замене или имитације скупих лекова. Књига је такође описала 107 метода и рецепата за израду парфема и опрему за израду парфема, попут алембика (који и даље носи своје арапско име. [од грчког ἄμβιξ, „шоља“, „чаша“] коју је описао Синезије у 4. веку).
Уметност парфимерије је вероватно била позната у западној Европи од 1221. године, узимајући у обзир монашке рецепте Санта Марија деле Вигне или Санта Марија Новеле из Фиренце, Италија. На истоку, Мађари су произвели око 1370. парфем направљен од мирисних уља мешаних у раствору алкохола - најпознатијем као Мађарска вода - по налогу мађарске краљице Елизабете. Уметност парфимерије напредовала је у ренесансној Италији, а у 16. веку лични парфимер Катарине де Медичи (1519–1589), Рене Флорентинац (Ренато ил фиорентино), пренео је италијанске напредке у Француску. Захваљујући Ренеу, Француска је брзо постала један од европских центара производње парфема и козметике. Узгој цвећа за њихову есенцију парфема, који је започео у 14. веку, прерастао је у велику индустрију на југу Француске.
Између 16. и 17. века парфеме су првенствено користили богати да прикрију мирисе тела настале услед ретког купања. Године 1693, италијански берберин Ђиовани Паоло Феминис створио је парфемску воду под називом Акуа Адмирабилис, данас познатију као колоњска вода; његов нећак Јохан Марија Фарина (Ђиовани Марија Фарина) преузео је посао 1732. године.

## Дванаест тачака за наношење парфема
Парфем се наноси на 12 тачака на људском телу, на местима где се може под прстима осетити пулс. То су: слепоочнице, иза ушију, на врату, на прегибу руку - код лактова али са друге стране, на прегибу шака - на стандардном месту за мерење пулса, и на ногама у висини колена али са друге стране. Ова места су изабрана, највероватније, због тога што су ту вене и артерије најближе површини коже (зато се и осећа пулс) тако да су та места и у хладној атмосфери најзагрејанија, што омогућава сталну емисију-испаравање мириса.